# Sóng lạnh Bắc Mỹ đầu 2014
Bão tuyết Bắc Mỹ đầu 2014 là một hiện tượng thời tiết cực đoan ảnh hưởng tới một phần Canada và phần lãnh thổ Hoa Kỳ phía đông dãy núi Rocky, lan rộng về phía Nam tới miền Trung Florida, và vùng đông bắc Mexico. Một frông lạnh từ vùng cực, ban đầu nối với một cơn bão nor'easter vào ngày 2 tháng 1, đã di chuyển qua Canada và Hoa Kỳ, gây ra những trận tuyết rơi dữ dội. Nhiệt độ giảm xuống mức thấp chưa từng thấy do tác động của frông này, nhiều khu vực trên khắp lãnh thổ Hoa Kỳ nhiệt độ giảm xuống tới mức kỷ lục, khiến nhiều trường học, công sở và đường phố phải đóng cửa, cùng với một lượng lớn các chuyến bay bị huỷ. Tổng cộng có hơn 200 triệu người dân bị ảnh hưởng, trải dài từ miền Đông Alberta tới Tây Quebec và lan xuống phía Nam tới 187 triệu người Mỹ ở vùng lục địa của Hoa Kỳ.

## Khí tượng học

### Sự ấm lên đột ngột củatầng bình lưu
Xoáy cực bị phá vỡ và sự di chuyển sau đó của khối khí vùng cực ở tầng đối lưu về phía nam là hậu quả của sự ấm lên đột ngột của tầng bình lưu (SSW), một hiện tượng được phát hiện vào năm 1952. NASA tuyên bố, "Một hiện tượng SSW lớn giữa mùa đông xảy ra khi nhiệt độ tầng bình lưu khí quyển ở vùng cực đã tăng ít nhất 25 độ K trong một tuần, và áp suất gió giữa các đới khí là 10 (hoặc gần 10) hPa (ở độ cao khoảng 30 km) đảo chiều và ở hướng bắc lệch đông, khoảng 60° N."

## Nhiệt độ kỷ lục
Ngày 05 tháng 1 nhiệt độ của Green Bay, Wisconsin đã được ghi nhận với mức -18 °F (-28 °C), Cơ quan thời tiết quốc gia xác nhận là nhiệt độ thấp nhất được ghi nhận cho ngày đó, phá vỡ mức thấp kỷ lục trước đây. Ngày 6/1, sân bay quốc tế O'Hare của Chicago ghi nhận nhiệt độ thấp kỷ lục cho ngày đó, với mức -15 °F (-26 °C), phá vỡ kỷ lục thiết lập vào năm 1884. Thành phố Winnipeg, Manitoba ghi nhận gần mức thấp kỷ lục ngày 31 tháng 12 năm 2013 với nhiệt độ -37,9 °C (-36.2 °F), với gió lạnh -48 °C (-54 °F). Nhiệt độ trên sao Hỏa, ghi lại bởi Curiosity Rover cùng ngày chỉ âm 29 độ C, nhiệt độ cùng ngày ở Cực Bắc là âm 20 độ C.
Đã có 13 đến 16 người chết trong đợt rét này.
Trước khi các sự kiện của tháng 1 năm 2014, một số nghiên cứu về mối liên hệ giữa thời tiết khắc nghiệt và xoáy cực đã được công bố cho thấy một mối liên hệ giữa biến đổi khí hậu ngày càng khắc nghiệt và nhiệt độ cực thấp ở vĩ tuyến giữa (có nghĩa trung bộ Bắc Mỹ).